# Ramon Planella i Conxello
Ramon Planella Conxello (Barcelona, 1783 - Roma, 1819) va ser un pintor català.

## Biografia
Format a l'escola de Llotja, amb diversos premis extraordinàris, durant la Guerra del Francès fugí a Menorca, d'on es coneix un magnífic Quadre de flors (Col·lecció privada). El 1814 esdevingué professor de la classe de Flors de l'esmentada escola. De la seva obra actualment en queden molt poques obres documentades, ja que morí jove mentre era a Roma pensionat. Allà copià obres importants de Rafael i de Garofalo, que es conserven a la Reial Acadèmia Catalana de Belles Arts de Sant Jordi. El seu retrat de l'escultor Jaume Folch i Costa (c. 1815, Acadèmia de Sant Jordi) dona la mesura de le seva gran categoria de retratista.
Indirectament es coneixen d'ell també altres retrats que foren gravats i publicats, com el de Joaquim Ibáñez-Cuevas, baró d'Eroles (c. 1814-15) o el del prevere i erudit Francesc Mirambell i Giol (1817). Vinculat a intel·lectuals significatius de l'època, com Ramon Muns i Serinyà, Joan Làrios de Medrano o Francesc Renart i Arús, la seva mort va anar acompanyada de grans elogis públics que mostren l'altísima consideració que mereixia als seus contemporanis.